# Bars of Iron
Pour plus de détails, voir Fiche technique et Distribution.
Bars of Iron est un film britannique réalisé par F. Martin Thornton, sorti en 1920.

## Synopsis
Un homme tue accidentellement un ivrogne en Australie. De retour en Angleterre, il épouse sans le savoir sa veuve.

## Fiche technique
- Titre original : Bars of Iron
- Réalisation : F. Martin Thornton (en)
- Scénario : F. Martin Thornton, d'après un roman de Ethel M. Dell (en)
- Société de production : Stoll Film Company
- Société de distribution : Stoll Film Company
- Pays d'origine :  Royaume-Uni
- Langue originale : anglais
- Format : noir et blanc — 35 mm — 1,37:1 — Film muet
- Genre : drame
- Dates de sortie :  Royaume-Uni : novembre 1920

## Distribution
- Madge White : Avery Denys
- Rowland Myles : Piers Evesham
- Joseph R. Tozer : Lennox Tudor
- Leopold McLaglen : Eric Denys
- Olga Conway : Ina Rose
- Eric Lankester : Sir Beverley Evesham
- Sydney Lewis Ransome : Révérend Lorimer
- Gertrude Sterroll : Mme Lorimer
- Gordon Webster : Dick Guyes
- J. Edwards Barker : Crowther